# Vasylivka rajon
Vasylivka rajon (ukrainsk: Василівський район, tr. Vasylivskij rajon) er en af 5 rajoner i Zaporizjzja oblast i Ukraine, hvor Vasylivka rajon er beliggende centralt-vestligt i oblasten, ved venstre bred af Dnepr og Kakhovskereservoiret.
Ved Ukraines administrative reform i juli 2020 blev Vasylivka rajon udvidet med andre nærtliggende rajoner, inklusive byen Enerhodar som har Europas største atomkraftværk i sin nærhed. Det samlede befolkningstal for Vasylivka rajon er dermed 188.700
Zaporogkosakkerne slog sig ned i området i 1740'erne, men i 1788 gav Katharina 2. af Rusland det til den russiske general (med polske rødder) Vasilij Stepanovitj Popov, og byen Vasylivka bærer stadig hans navn. Generalens barnebarn byggede Popov-slottet, der nu er et historisk museum i Vasylivka.
Nedenfor ses en skytisk guldkam, antagelig græsk fremstillet, som er fundet i den skytiske, fyrstelige gravhøj Solokha, der er dateret til omkring 400 f.Kr. Gravhøjen ligger i den vestligste ende af Vasylivka rajon, 18 km fra byen Kamjanka-Dniprovska. Guldkammen er i dag udstillet i Vinterpaladset, som er en del af Eremitage-museet i Sankt Petersborg i Rusland.